# Ölbaumähnlicher Seidelbast
Der Ölbaumähnliche Seidelbast (Daphne oleoides) ist eine Pflanzenart aus der Gattung Seidelbast (Daphne) in der Familie der Seidelbastgewächse.

## Merkmale

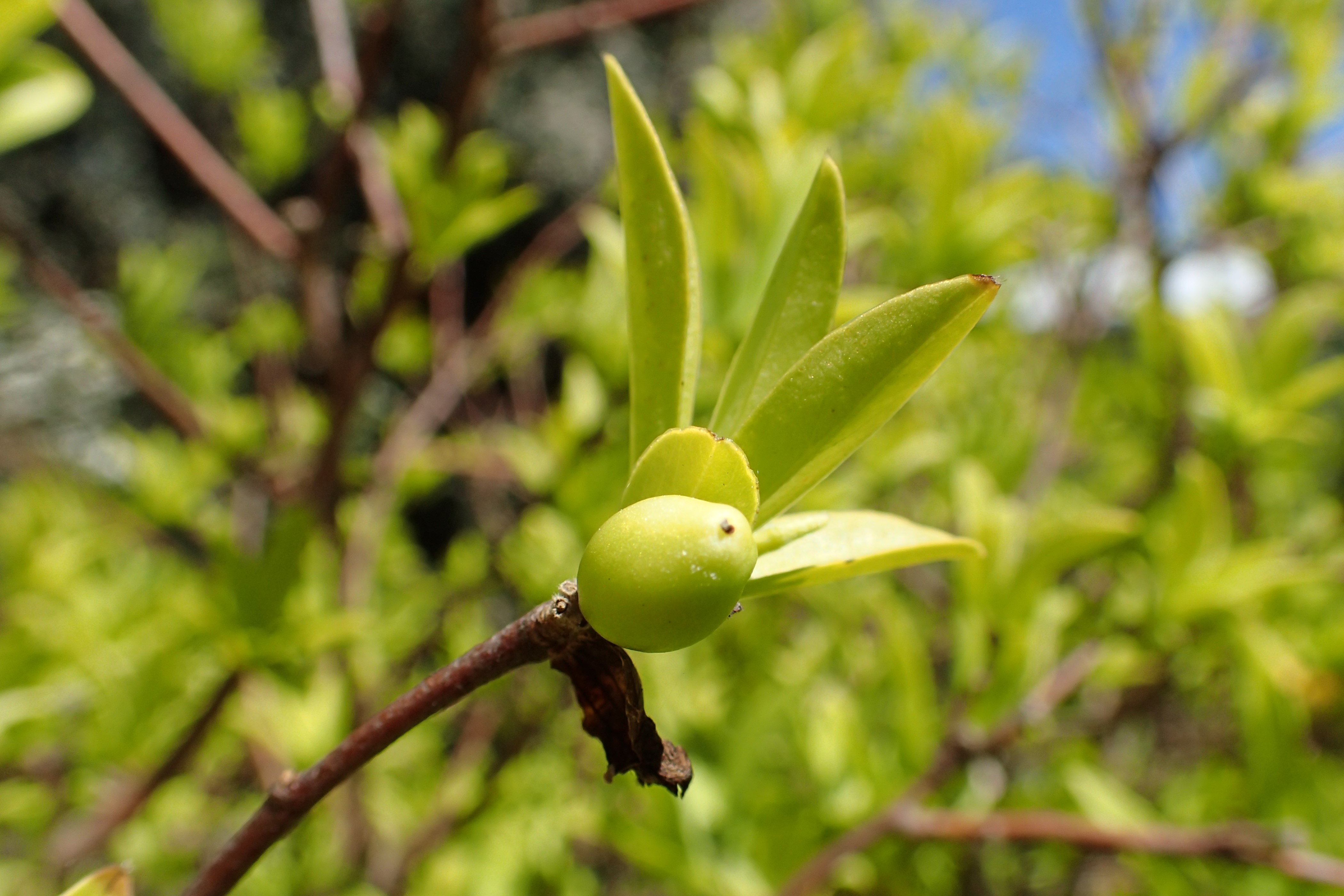
Junge Frucht

Der Ölbaumähnliche Seidelbast ist ein immergrüner Zwergstrauch, der Wuchshöhen bis 40 (60) Zentimeter erreicht. Die Pflanze ist aufrecht. Die Laubblätter messen 1 bis 2,5 (3) × 0,4 bis 0,6 (1,2) Zentimeter und sind gräulich oder gelblichgrün. 
Die Blüten sind in meist drei- bis fünfblütigen (selten zwei- bis achtblütigen) Blütenständen angeordnet. Die Deckblätter fehlen oder sind sehr klein. Sie messen 2 × 1 Millimeter. Die Früchte sind orangerot. 
Die Blütezeit reicht von Mai bis Juni.
Die Chromosomenzahl beträgt 2n = 18.

## Vorkommen
Der Ölbaumähnliche Seidelbast kommt vom Mittelmeerraum bis zum Nord-Iran auf steinigen Hängen, zwischen Felsen, in Wiesen auf Kalk, in Bergwäldern und in Igelpolsterheiden in Höhenlagen von (450) 1400 bis 2200 (2800) Meter vor.

## Nutzung
Der Ölbaumähnliche Seidelbast wird selten als Zierpflanze für Steingärten und Alpinenhäuser genutzt.